# Motorenbenzin
Motorenbenzin (abgekürzt „Benzin“) ist ein komplexes Gemisch von etwa 150 verschiedenen Kohlenwasserstoffen, deren Siedebereich zwischen denen von Butan und Kerosin/Petroleum liegt. Es wird hauptsächlich aus veredelten Komponenten der Erdölraffination hergestellt und als Kraftstoff eingesetzt. Motorenbenzin gehört zu den „Ottokraftstoffen“; es existieren daneben auch andere Ottokraftstoffe.
Motorenbenzin wird auch als Brennstoff für Benzinkocher verwendet.

## Etymologische Herkunft, Begriff
Der ursprüngliche Name stammt von dem arabischen Wort für Benzoeharz, luban dschawi – „Weihrauch aus Java“. Dieser Ausdruck gelangte durch arabische Handelsbeziehungen mit Katalonien nach Europa. Mit dem Wegfall der ersten Silbe und der Änderung des ersten a zu e entstand im Italienischen benjuì, im Mittellateinischen benzoë, woraus sich das deutsche Wort Benzol entwickelte.
1825 entdeckte Faraday die später Benzol genannte Verbindung in geleerten Gasflaschen, er nannte sie damals bicarbure d’hydrogène, bevor sie von Eilhard Mitscherlich in Benzin umbenannt wurde. Er bezeichnete damit allerdings das heutige Benzol. Mitscherlich benannte den Stoff nach dem von ihm benutzten Ausgangsstoff, dem Benzoeharz. Die Zuordnung zum heutigen Benzin geschah durch Justus von Liebig.
Die Bezeichnung „Benzin“ geht daher nicht, wie teilweise irrtümlich angenommen wird, auf den Motorenbauer Carl Benz zurück, im Gegensatz zum Dieselkraftstoff, der tatsächlich nach Rudolf Diesel benannt ist. Die Entdeckung des Benzin-Luftgemischs als geeignete Kraftstoffquelle für Automobile geht auf Siegfried Marcus zurück.

## Sorten von Motorenbenzin
Es gibt verschiedene Sorten von Benzinen, die sich in ihrer Klopffestigkeit und zu deren Erreichung auch in der Zusammensetzung des Kohlenwasserstoffgemisches unterscheiden.
- Normalbenzin (ROZ 91) (In Deutschland, Österreich, der Schweiz, Spanien, Schweden und anderen Ländern normalerweise nicht mehr erhältlich)
- ROZ 95 unter den folgenden Bezeichnungen:
  - Super (Deutschland, Österreich)
  - Bleifrei 95 (Schweiz)
  - Sans Plomb 95 (Frankreich, Schweiz, Belgien)
  - Senza piombo (Italien, Schweiz)
  - Sin plomo (Spanien)
  - Euro 95 (Belgien, Niederlande)
  - Eurosuper
  - Pb 95 (Polen)
  - Natural 95 (Tschechien)
- ROZ 98 unter den folgenden Bezeichnungen:
  - Super plus (Deutschland, Österreich, teilweise Schweiz)
  - Bleifrei 98 (Schweiz)
  - Sans Plomb 98 (Frankreich, Schweiz, Belgien)
  - Euro 98 (Belgien, Niederlande)
  - BP Ultimate bleifrei 98 (Schweiz, mind. ROZ 98), BP Ultimate Super 95 (Österreich, ROZ 98,4)
  - Pb 98 (Polen)
  - Natural 98 (Tschechien)
- Als Sorte bisher nicht normierte 100-Oktan-Benzine unter anderem unter folgenden Markenbezeichnungen:
  - Shell V-Power Racing (100)
  - Aral Ultimate 102 (früher Ultimate 100)
  - OMV MaxxMotion Super 100 plus

Die Hersteller schreiben für ihre Motoren eine Mindestoktanzahl vor; bei Sorten mit niedrigerer Oktanzahl können durch Klopfen Schäden auftreten, es sei denn, dass der Motor sich mit Hilfe eines Klopfsensors durch Verstellung des Zündzeitpunkts  in gewissen Grenzen und unter geringfügigem Leistungsverlust darauf einzustellen vermag. Bei Sorten mit höherer Oktanzahl dagegen sind dementsprechend auch geringfügige Leistungs- oder Effizienzsteigerungen möglich. Da die Verstellgrenze allerdings herstellerseits meist für eine bestimmte in der Bedienungsanleitung angegebene Oktanzahl ausgelegt ist, können viele Motoren die neuen 100-Oktan-Benzine nicht ausnutzen.
Die Bezeichnung Super wurde ursprünglich in mehreren Ländern für verbleites Benzin mit 98 Oktan verwendet, neben Deutschland beispielsweise auch in Spanien und in der Schweiz.
In Deutschland wurde seit November 2007 der Preis des Normalbenzins an den des Superbenzins angeglichen. Vertreter von Automobilclubs äußerten die Vermutung, dass die Mineralölunternehmen mittelfristig Normalbenzin abschaffen wollten, um mehr Erlöse und weniger Kosten zu haben, was 2007 von Mineralölunternehmen noch als unbegründet zurückgewiesen wurde. Mitte September 2008 nahm Shell als erster großer Mineralölkonzern das Normalbenzin komplett aus seinem Angebot, da es kaum noch gekauft würde. Im Jahr 2010 verschwand Normalbenzin von den deutschen Tankstellen, die Zapfsäulen wurden auf Super E10 umgestellt.
Außer der Unterscheidung nach Klopffestigkeit gibt es noch die Unterscheidung in Sommerbenzin, Winterbenzin und Übergangsware (siehe unten, Herstellung).

## Herstellung

Siedeverläufe im Vergleich zu anderen Kraftstoffen

Zusammensetzung von Motorenbenzin hängt von der geographischen Herkunft des Erdöls ab. Die Hauptbestandteile des Benzins sind vorwiegend Alkane, Alkene, Cycloalkane und aromatische Kohlenwasserstoffe mit 5 bis 11 Kohlenstoff-Atomen pro Molekül und einem Siedebereich zwischen 25 °C und ≈210 °C. Benzin für den europäischen Markt besteht aus etwa: 53 % Alkane (Paraffine) und Cycloalkane (Naphthene), 38 % Aromaten (inklusive Benzol), 9 % Alkene (Olefine) und <1 % Additive. Daneben werden dem Roh-Benzin noch diverse Ether (wie MTBE, ETBE) und Alkohole (Ethanol, sehr selten auch noch Methanol) beigemischt. Die Ether bzw. das Ethanol erhöhen die Klopffestigkeit des fertigen Benzins.
Die Kohlenwasserstoffe werden im ersten Schritt durch fraktionierte Destillation aus Erdöl gewonnen. Nach ggf. mehreren Veredelungsschritten erhält man folgende (zumeist entschwefelte) Komponenten (Auswahl):
- Butan (ROZ ≈90)
- Isopentan (ROZ ≈91)
- Isohexangemische (ROZ ≈90)
- Petrolether (C5–C6, kein Ether nach chemischer Nomenklatur, sondern ein Gemisch verschiedener gesättigter Kohlenwasserstoffe wie Pentan und Hexan, Siedebereich 25–65 °C, C5–C6, ROZ ≈72)
- Isomerat (Siedebereich 25–65 °C, C5–C6, Gemisch verzweigtkettiger Pentane und Hexane, ROZ ≈80)
- Leichtbenzin (Mischung verschiedener Kohlenwasserstoffe mit fünf bis sieben Kohlenstoffatomen, Siedebereich 25–80 °C, C5–C7, ROZ ≈70)
- Reformatkomponenten (hocharomatische Schnitte ≈100–220 °C, C7–C11, ROZ ≈115)
- Alkylat (C7–C8, Gemisch verschiedener Isoheptane und Isooktane, ROZ ≈95)
- Polymer-Benzin (C8, Gemisch verschiedener Alkene, also olefinischer d. h. ungesättigter Kohlenwasserstoffe, ROZ ≈100)
- Schwere Komponenten (C7-C11) des Pyrolysebenzins (hocharomatische Schnitte ≈100–220 °C, C7–C11, ROZ ≈115)
- CC-(Leicht-)Benzin aus dem Cat Cracker (FCC, siehe: Cracken, ROZ ≈93)

Folgende Komponenten stammen nicht aus der obengenannten Raffinerieproduktion, sondern werden bei der Abmischung der einzelnen Komponenten dem Benzin zugegeben:
- Ethanol (Bio, ROZ ≈104)
- MTBE (hergestellt aus Isobuten und Methanol, ROZ ≈119)
- ETBE (hergestellt aus Isobuten und Ethanol, ROZ ≈120)

In der Regel wird in einer einzelnen Raffinerie nur eine Auswahl dieser Komponenten hergestellt. Ether und Ethanol werden meist zugekauft.
Die Komponenten werden i. d. R. separat in Tanks gelagert und von dort über eine Blending-Station zur Fertigware aufgemischt. Je nach Sorte unterscheiden sich die Mischungsverhältnisse (siehe Blenden). Z. B. werden in hochoktanige Sorten auch verstärkt hochoktanige Komponenten zugemischt. Einige Spezifikationen (DVPE, E70) variieren in Abhängigkeit von der Jahreszeit. Es wird zwischen Sommer-, Übergangs- und Winterware unterschieden. Um im Sommer der Dampfblasenbildung vorzubeugen, werden weniger leichtsiedende Anteile (Butan, Isopentan) im Blend verwendet. Ein Anteil von mehr leichtsiedenden Bestandteilen im Winterbenzin erleichtert dagegen den Kaltstart.
Neben der wichtigsten Qualität Oktanzahl (ROZ und MOZ) haben folgende Spezifikationen (s. u.) wesentlichen Einfluss auf den Blend:
- DVPE (Dry Vapor Pressure Equivalent: Dampfdruck bei 38 °C)
- E70 (Vol.-%, die bei 70 °C  verdampft sind)
- E100 (Vol.-%, die bei 100 °C verdampft sind)
- E150 (Vol.-%, die bei 150 °C verdampft sind)
- Vapour Lock Index (Indexfunktion, nur in der Übergangszeit)
- Dichte
- Olefinanteil (Vol.-%)
- Aromatenanteil (Vol.-%)
- Sauerstoffanteil (Massen-%)

Der Blend muss möglichst ökonomisch gestaltet werden, d. h. ROZ oder MOZ, DVPE und Aromatenanteil sollten möglichst „angefahren“ werden. Natürlich sind solche Kriterien von Raffinerie zu Raffinerie verschieden. Auch die Preisstruktur des Produktumfeldes (Jet-Preis, MTBE-Preis, Naphtha-Preis) beeinflusst die Blendingstrategie.

### Entschwefelung
Bei der Entschwefelung von Erdölprodukten werden Sulfidgruppen durch Hydrodesulfurierung von den Kohlenstoffketten abgespalten. Dabei entsteht Schwefelwasserstoff, der durch Aminwäsche entfernt und anschließend unter anderem mit dem Claus-Verfahren zu elementarem Schwefel umgesetzt wird. Die Entschwefelung ist Voraussetzung für die Verwendbarkeit in Motoren mit Abgaskatalysatoren.

### Additive
Der Grundkraftstoff unterscheidet sich bei den verschiedenen Mineralölkonzernen nicht, er stammt häufig sogar aus derselben Raffinerie. Ihm wird, meist durch eine sogenannte „Endpunktdosierung“ direkt vor der Tankwagenverladung ein Additivpaket beigemischt, das spezifisch für den jeweils belieferten Konzern ist. Zu diesen Additiven gehören Oxidationsinhibitoren, Korrosionsschutzmittel, Detergentien (Schutz vor Ablagerungen im Einspritzsystem) und Vergaservereisungsinhibitoren.
In Deutschland wurden 2014 circa 19,5 Millionen Tonnen Motorenbenzin hergestellt.

### Verbleites Benzin
Seit 2000 ist Tetraethylblei in Motorenbenzin in der EU verboten (siehe Entwicklung der Ottokraftstoffe). Lediglich besonderes AvGas für Flugzeuge darf noch verbleit werden, speziell in Flugzeugen mit ausgewählten Motoren. Der Zusatz „bleifrei“ wird in den Sortenbezeichnungen aber noch mitgeführt. In Algerien wurde am 1. September 2021 weltweit das letzte Mal verbleites Benzin verkauft.

### Synthetisches Benzin
Synthetisches Benzin wurde in Deutschland seit den 1920er Jahren bis zum Ende des Zweiten Weltkriegs wegen Erdölmangels unter anderem durch Kohleverflüssigung gewonnen (z. B. Leuna-Benzin). Heute werden als synthetisches Benzin (engl. synthetic fuel, Synfuel) verschiedene Kraftstoffe bezeichnet, die sich von konventionellen Kraftstoffen durch das Herstellungsverfahren und Veränderungen der chemischen Struktur unterscheiden.

### Regeneratives Benzin
Benzin kann auch regenerativ hergestellt werden, wodurch in Abhängigkeit der Teilprozesse sowie der Herkunft der eingesetzten Energie, ein CO2-Neutraler Ottokraftstoff hergestellt werden kann. Insbesondere bekam regeneratives Benzin im Rahmen der Diskussion um E-Fuels immer mehr an Aufmerksamkeit. Eine besondere Eigenschaft von diesen Kraftstoffen ist, dass sich diese chemisch betrachtet nicht von herkömmlichen fossilen Ottokraftstoffen unterscheiden und somit in den momentanen Verbrennungsmotoren als Reinstoff oder auch Beimischung eingesetzt werden können. Ein Beispielverfahren ist der Mobil-Prozess, bei dem nach einer vorgeschalteten Methanolsynthese die benötigten Kohlenwasserstoffe erzeugt werden können. Diese Option ist momentan Gegenstand in der Forschung und wird in vielen Erprobungen sowie Projekten hergestellt und getestet. Im Projekt „C3-Mobility“, welche vom Bundesministerium für Wirtschaft und Klimaschutz gefördert wird, wurden mit 30 Partnern aus unterschiedlichen Wirtschaftssektoren fünf verschiedene Otto- und Dieselkraftstoffe auf Basis von Methanol hergestellt und hinsichtlich ihrer unterschiedlicher Herstellungs- und Verbrauchsketten, Wirkungsgrade sowie Markteinführungsszenarien untersucht. Für die ottomotorische Betrachtung wurde u. a. Methanol-to-Gasoline als Verfahren genutzt. In diesem Rahmen wurden 15.400 L synthetisches Benzin aus „grünem“ Methanol hergestellt.
Neben einer direkten Synthese von Ottokraftstoff ist es möglich, den vorhandenen fossilen Kraftstoff mit weiteren biogenen Anteilen zu vermischen und somit ein teilregeneratives Benzin zu gewinnen. Die typischen Bestandteile hierfür wären z. B. Bioethanol auf Basis von fortschrittlichen Rohstoffen. Gemäß der EU-Richtlinie 2018/2001 bzw. auch als RED II bekannt, werden im Anhang IX alle Rohstoffe aufgelistet, auf dessen Basis solche fortschrittlichen Biokraftstoffe hergestellt werden können. Stroh könnte hierbei als Beispiel aufgelistet werden, aus dem Bioethanol gewonnen werden kann. Des Weiteren ist es auch möglich regeneratives Bio-Naphtha oder MTBE bzw. ETBE einzusetzen. Die Kraftstoffmarke Aral Futura, dessen Zusammensetzung nicht veröffentlicht wurde, ist eine Kraftstoffmarke auf dem deutschen Markt, welches eine Senkung der CO2-Emissionen um mindestens 25 % verspricht.
Der ADAC schrieb zum E-Fuel: „Wesentlicher Nachteil von E-Fuels ist deren schlechterer Wirkungsgrad. […] Der Wirkungsgrad von E-Fuels liegt aktuell bei gerade mal 15 Prozent, das ist ein katastrophaler Wert.“ Weiter heißt es laut dem ADAC: „Deshalb ist der Bedarf an erneuerbarer Energie für die Produktion höher, als würde der Strom direkt zum Laden eines E-Autos verwendet. Daher kommt es darauf an, E-Fuels in Weltregionen zu erzeugen, in denen Sonne und Wind kontinuierlicher und intensiver zur Verfügung stehen als etwa in Mitteleuropa. In diesen Situationen ist die Effizienz weniger entscheidend, Hauptsache, die Energie bleibt nicht ungenutzt.“
Der ADAC-Technikpräsident Karsten Schulze schätzt E-Fuels wie folgt ein: „Effiziente Verbrennungsmotoren, die klimaneutral erzeugte Kraftstoffe nutzen, können entscheidend zum Klimaschutz beitragen.“

### CO2-Bilanz Well-to-Tank
Bei vollständiger Verbrennung von einem Liter Benzin wird, neben Wasser, 2,32 kg Kohlendioxid direkt freigesetzt. Bis zur Bereitstellung in der Tankstelle sind vorher schon 15–20 % zusätzliche CO2-Emissionen entstanden, man muss also von ca. 2,7 kg CO2 insgesamt pro Liter Benzin ausgehen.
Laut einer Shell-Studie fallen bei Benzin- und Diesel-Kraftstoffen im Bereich Herstellung und Bereitstellung (Well-to-Tank) 15–20 % der gesamten CO2-Emission an (Well-to-Wheel).

## Spezifikationen
Die wichtigsten Benzinarten sind in der Norm EN 228 festgelegt.
Neben der (Mindest-)Oktanzahl sind noch folgende wichtige Spezifikationen zu erfüllen:
- Dichte: 0,720–0,775 kg/L (15 °C)[2]
- DVPE: 45–60 (Sommer), 45–90 (Übergangszeit), 60–90 kPa (Winter)[2]
- Aromaten: max. 35 Vol.-%[2]
- Olefine: max. 18 Vol.-% bei Super(Plus), Normalbenzin; max. 21 Vol.-%[2]
- Benzol: max. 1 Vol.-%[2]
- Schwefel: max. 10 mg/kg[2]
- Blei: max. 5 mg/l
- Mangan: max. 2 mg/l
- Sauerstoff: max. 2,7 Masse-%[2], max. 3,7 Masse-% (E10)
- E70: 20–48 (Sommer), 20–50 (Übergangszeit), 22–50 (Winter) Vol.-%[2]
- E100: 46–71 Vol.-%[2]
- E150: min. 75 Vol.-%[2]
- Vapour Lock Index: max. 1150 (nur in der Übergangszeit)[2]
- C5+-Etheranteil: max. 15 Vol.-%[2], max. 22 Vol.-% (E10)
- Ethanolanteil: max. 5 Vol.-%[2], max. 10 Vol.-% (E10)

### Zapfsäulenaufkleber (Deutschland)

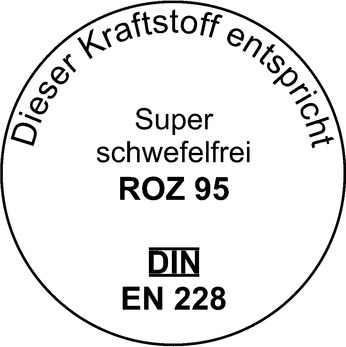
Zapfsäulenaufkleber Super schwefelfrei (ROZ 95) gemäß DIN EN 228

Nach § 13 der Verordnung über die Beschaffenheit und die Auszeichnung der Qualitäten von Kraft- und Brennstoffen (10. BImSchV) sind im geschäftlichen Verkehr die gewährleisteten Qualitäten an den Zapfsäulen sowie an der Tankstelle „deutlich sichtbar zu machen“. In Deutschland findet man deshalb an allen Benzin-Zapfsäulen die in der 10. BImSchV (Anlagen 1a-b und 2a-b) geforderten runden Aufkleber mit dem Text:
- Super schwefelfrei ROZ 95 (gemäß Anlage 1a) Neu: E5 mit restlichen Angaben.
- Super Plus schwefelfrei ROZ 98 (gemäß Anlage 1b) Neu: E5 mit restlichen Angaben.
- Super E10 schwefelfrei ROZ 95 (gemäß Anlage 2a) Neu: E10 mit restlichen Angaben.
- Super Plus E10 schwefelfrei ROZ 98 (gemäß Anlage 2b) Neu: E10 mit restlichen Angaben.

Auf Grund von EU-Vorschriften kommt seit dem 1. Januar 2011 zunehmend Super E10 mit einem Zusatz von bis zu 10 % Bioethanol auf den deutschen Markt. Für diesen Kraftstoff schreibt die 10. BImSchV zusätzliche Warnhinweise auf die E10-Verträglichkeit der Fahrzeuge vor.
Siehe hierzu auch: 10. BImSchV: Auszeichnung an Zapfsäulen.

## Verbrauch
In Deutschland wurden 2014 circa 18,5 Millionen Tonnen Motorenbenzin verbraucht (davon circa 2000 Tonnen Normalbenzin).
Da in Deutschland überproportional viel Dieselkraftstoff verbraucht wird, muss dieser teils importiert, teils durch erhöhten Rohölimport bereitgestellt werden.
Der dabei entstehende Produktionsüberschuss an Benzin (siehe Herstellung) wird exportiert (vorwiegend Schweiz und USA).

## Preise
Die Preise für Motorenbenzin (Handelsbezeichnung: Regular = ROZ 91, Premium = ROZ 95, Premium Plus = ROZ 98) orientieren sich in Europa am Rotterdamer Markt. Benzin wird in US-Dollar je 1000 kg (USD/t) gehandelt. Verschiedene Publikationsorgane wie Platts, ICIS und O.M.R. berichten (zum Teil täglich) über aktuelle Handelspreise und Volumina. Die im Handel verwendete Referenzdichte (um den Preis einer aktuellen Charge mit einer gegebenen Dichte in Relation zu der Notierung zu setzen) ist 0,745 kg/l für Regular und 0,755 kg/l für alle Premiumsorten. Weiterhin müssen noch Transportkosten und Marge des Kraftstoffhandels berücksichtigt werden.
Zusätzlich zu den oben genannten Preisbeträgen, die sich in Produktpreis und Deckungsbeitrag widerspiegeln, kommen noch Steuern und Abgaben.

### Preisentwicklung

#### Deutschsprachiger Raum und umliegende Länder
Benzinpreise jeweils nach Erhebung des Touring Club Schweiz:
| Land        | Dez '04 | Mai '05 | Jul '07 | Apr '08 | Jan '09 | Mrz '10 | Feb '11 | Mrz '12 | Feb '13 | Feb '14 | Feb '15 | Feb '16 | Mrz '17 | Apr '18 | Mrz '19 | Feb '20 | Mrz '21 | Feb '22 | Mrz '23 | Mai '24 |
| ----------- | ------- | ------- | ------- | ------- | ------- | ------- | ------- | ------- | ------- | ------- | ------- | ------- | ------- | ------- | ------- | ------- | ------- | ------- | ------- | ------- |
| Belgien     | 1,10    | 1,24    | 1,41    | 1,50    | 1,11    | 1,35    | 1,56    | 1,74    | 1,67    | 1,60    | 1,42    | 1,24    | 1,38    | 1,46    | 1,43    | 1,50    | 1,46    | 1,78    | 1,83    | 1,85    |
| Dänemark    | 1,26    | 1,23    | 1,38    | 1,40    | 1,00    | 1,45    | 1,60    | 1,80    | 1,66    | 1,58    | 1,43    | 1,38    | 1,55    | 1,61    | 1,63    | 1,65    | 1,69    | 1,99    | 2,03    | 2,17    |
| Deutschland | 1,19    | 1,18    | 1,37    | 1,43    | 1,09    | 1,35    | 1,50    | 1,73    | 1,65    | 1,521   | 1,28    | 1,21    | 1,36    | 1,47    | 1,40    | 1,45    | 1,49    | 1,81    | 1,82    | 1,94    |
| Frankreich  | 1,05    | 1,15    | 1,31    | 1,38    | 1,07    | 1,35    | 1,53    | 1,63    | 1,60    | 1,51    | 1,37    | 1,24    | 1,39    | 1,49    | 1,49    | 1,50    | 1,54    | 1,80    | 1,92    | 1,94    |
| Italien     | 1,10    | 1,23    | 1,35    | 1,39    | 1,10    | 1,34    | 1,46    | 1,81    | 1,77    | 1,76    | 1,53    | 1,45    | 1,55    | 1,57    | 1,55    | 1,60    | 1,55    | 1,86    | 1,95    | 1,91    |
| Luxemburg   | 0,92    | 0,99    | 1,18    | 1,19    | 0,91    | 1,13    | 1,25    | 1,42    | 1,37    | 1,29    | 1,16    | 1,01    | 1,14    | 1,19    | 1,18    | 1,20    | 1,28    | 1,55    | 1,53    | 1,65    |
| Niederlande | 1,26    | 1,33    | 1,51    | 1,56    | 1,25    | 1,54    | 1,66    | 1,83    | 1,83    | 1,77    | 1,65    | 1,46    | 1,65    | 1,72    | 1,72    | 1,77    | 1,79    | 2,07    | 1,83    | 2,13    |
| Österreich  | 0,94    | 1,00    | 1,13    | 1,22    | 0,91    | 1,11    | 1,29    | 1,45    | 1,41    | 1,34    | 1,18    | 1,04    | 1,18    | 1,21    | 1,19    | 1,20    | 1,22    | 1,45    | 1,56    | 1,69    |
| Polen       | 0,80    | 0,92    | 1,15    | 1,23    | 0,82    | 1,12    | 1,26    | 1,38    | 1,29    | 1,26    | 1,08    | 0,91    | 1,10    | 1,10    | 1,10    | 1,15    | 1,11    | 1,17    | 1,43    | 1,54    |
| Schweiz2    | 0,92    | 0,98    | 1,06    | 1,14    | 0,88    | 1,12    | 1,29    | 1,51    | 1,47    | 1,39    | 1,38    | 1,21    | 1,41    | 1,36    | 1,36    | 1,47    | 1,48    | 1,80    | 1,85    | 1,96    |
| Slowakei    |         | 0,90    | 1,11    | 1,21    | 1,05    | 1,18    | 1,38    | 1,54    | 1,50    | 1,44    | 1,22    | 1,12    | 1,31    | 1,31    | 1,30    | 1,34    | 1,29    | 1,31    | 1,57    | 1,70    |
| Slowenien   |         | 0,90    | 1,11    | 1,07    | 0,83    | 1,15    | 1,28    | 1,46    | 1,52    | 1,44    | 1,31    | 1,12    | 1,28    | 1,31    | 1,27    | 1,26    | 1,16    | 1,39    | 1,37    | 1,56    |
| Tschechien  | 0,87    | 0,92    | 1,03    | 1,21    | 0,92    | 1,19    | 1,38    | 1,49    | 1,43    | 1,31    | 1,11    | 1,00    | 1,15    | 1,19    | 1,16    | 1,24    | 1,30    | 1,49    | 1,61    | 1,65    |
| Ungarn      | 1,00    | 1,01    | 1,13    | 1,13    | 0,86    | 1,22    | 1,32    | 1,49    | 1,46    | 1,30    | 1,15    | 0,96    | 1,16    | 1,18    | 1,15    | 1,12    | 1,17    | 1,36    | 1,48    | 1,65    |

1 Bleifrei 98 Oktan
2 Preise in  Liechtenstein orientieren sich an die Schweiz

### Deutschland

Um Verbraucherpreisindex bereinigte Entwicklung der Kraftstoffpreise in Deutschland seit 1950 mit Referenzjahr 1995 (in Eurocent)

Durchschnittlicher Wochenverlauf der Preisschwankungen von Super-95-Benzin in Deutschland im Zeitraum Nov. 2014 – Jun. 2015. Tagsüber nimmt der Preis kontinuierlich ab, um dann nach der Schließung mancher Tankstellen ab 20:00 wieder sprunghaft anzusteigen.

#### Preisbildung
Um das Informationsdefizit der Verbraucher und den Wettbewerb zwischen den Anbietern zu verbessern, aber auch zur besseren Kontrolle von Wettbewerbsverstößen wurde eine Markttransparenzstelle für Kraftstoffe beim Bundeskartellamt eingerichtet. Am 1. Dezember 2013 nahm sie den Regelbetrieb auf.
Im Mai 2025 berichteten Medien über die Analyse eines Preisinformationsportals, dass Preise, die an die Markttransparenzstelle gemeldet werden, oft nur wenige Minuten gültig sind. In diesem Zusammenhang geriet das Bundeskartellamt unter Druck, die Regeln zu Preisänderungen und zur Übermittlung an die Markttransparenzstelle besser zu überwachen bzw. neu zu regeln.

#### Steuern und Abgaben
In Deutschland gehören dazu (jeweils Super bzw. Diesel) die Umlage für den Erdölbevorratungsverbund mit 0,27 bzw. 0,30 ct/L, die Mineralölsteuer/Energiesteuer mit 65,45 bzw. 47,04 ct/L sowie die Mehrwertsteuer von 19 %. Seit 2021 auch die CO2-Steuer.
Mit dem Produktpreis und dem Deckungsbeitrag (in dem der Erdölbevorratungsbetrag enthalten ist) sowie der Energiesteuer (Mineralölsteuer) wird ein „neuer“ Nettopreis ermittelt, auf den dann die Mehrwertsteuer von 19 % erhoben wird.
|                  |   | Super ct/L | %      | Diesel ct/L | %      | |
| ---------------- | - | ---------- | ------ | ----------- | ------ | --- |
| Produktpreis     |   | 030,64     | 23,0 % | 030,25      | 27,0 % | Notierung Rotterdam und Raffineriekosten                                                                                                |
| Deckungsbeitrag  | + | 014,38     | 10,9 % | 015,00      | 13,0 % | Transport, Lagerhaltung, Vertrieb, Verwaltung, Beimischung, … enthält Erdölbevorratungsbeitrag von 0,27 (Super) bzw. 0,30 ct/L (Diesel) |
| Großhandelspreis | = | 045,00     | 34,3 % | 045,25      | 41,0 % | Nettopreis der Mineralölgesellschaft |
| Energiesteuer    | + | 065,45     | 50,0 % | 047,04      | 43,0 % | früher Mineralölsteuer, konstant; enthält 15,4 ct/L Ökosteuer für Super bzw. Diesel                                                     |
| Nettopreis       | = | 110,74     | 84,0 % | 092,29      | 84,0 % | Nettopreis entspr. Energiesteuergesetz                                                                                                  |
| Mehrwertsteuer   | + | 020,90     | 16,0 % | 017,50      | 16,0 % | 19 % bezogen auf Nettopreis |
| Verbraucherpreis | = | 128,46     | 100 %  | 109,82      | 100 %  | |
| davon Steuern    |   | 081,95     | 63,8 % | 064,54      | 59,0 % | |

### Schweiz

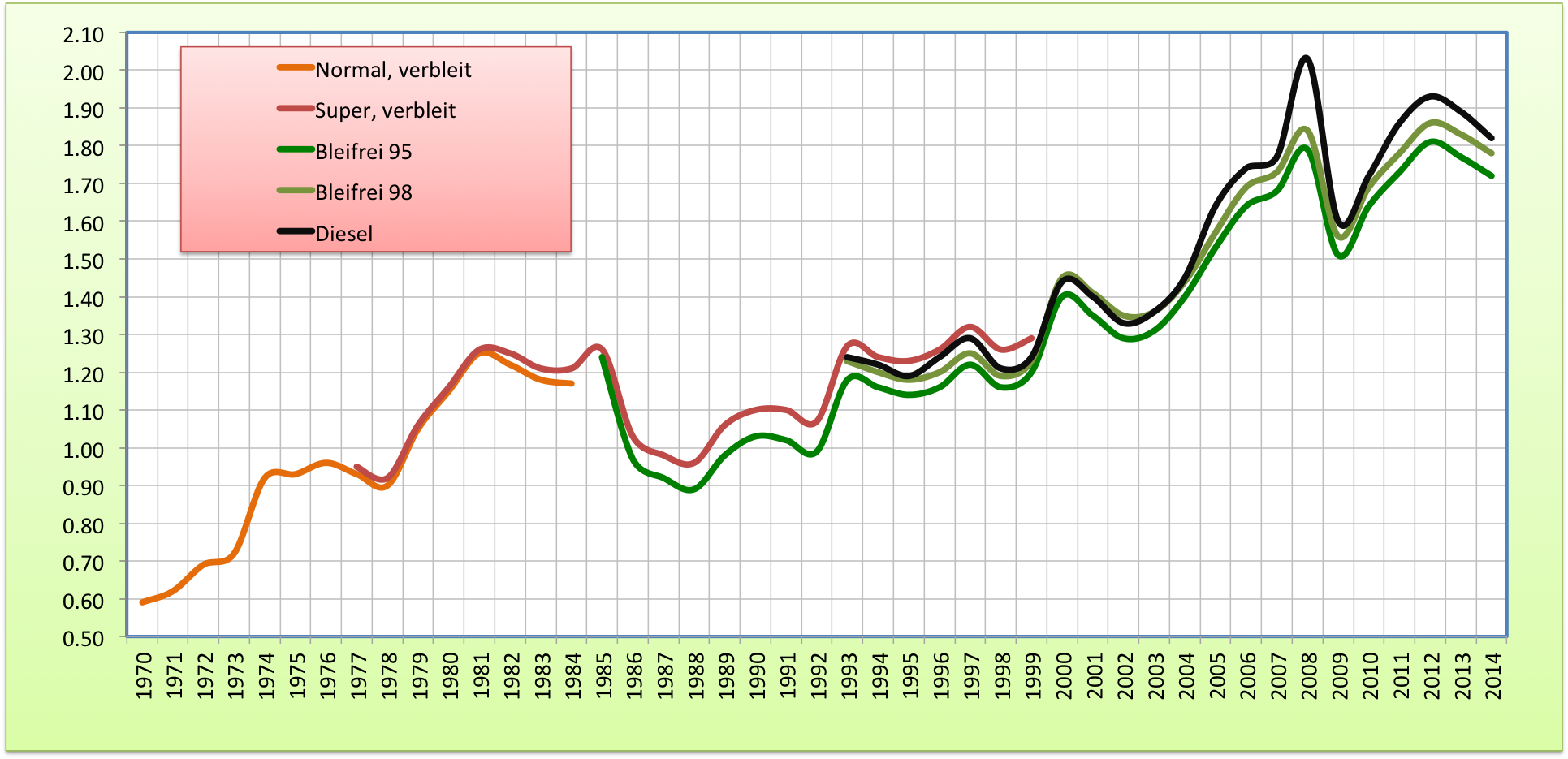
Benzinpreis nominal im Jahresdurchschnitt in der Schweiz 1970–2014 (nicht inflationsbereinigt)

In der Schweiz kommen zum Importpreis die Kosten für die Mineralölsteuer, für den Klimarappen, die Importgebühr für Pflichtlager und die Mehrwertsteuer hinzu.

## Ähnliche Stoffe
- Alkylatbenzin
- Dieselkraftstoff
- E10 und E85 Benzin-Ethanol-Mischungen
- Synthetisches Benzin
- Testbenzin
- Zweitaktgemisch

## Verwandte Themen
- Autogas
- Kraftstoffverbrauch